# Consell Assessor de Dret Civil de les Illes Balears
El Consell Assessor de Dret Civil de les Illes Balears és un òrgan permanent de consulta i assessorament del Govern i del Parlament en aquesta matèria i està adscrit al Govern de les Illes Balears.

## Història
Aquest òrgan es va crear arran de la Llei 7/2017, de 3 d'agost, per la qual es modifica la Compilació de dret civil de les Illes Balears, i substitueix l'anterior Comissió Assessora de Dret Civil de les Illes Balears.
El 22 d'octubre de 2018 es va prendre possessió els primers membres d'aquest Consell.

## Composició
El Consell Assessor està format per deu membres i té una composició paritària entre illes i entre dones i homes. Tots els integrants del Consell Assessor són juristes de trajectòria professional i acadèmica reconeguda i amb experiència demostrada en el camp del dret civil de les Illes Balears.
D'aquests membres, dos són designats pel Govern i dos per cada consell insular. Cal destacar, a més, que aquests membres no poden ocupar càrrecs públics, ni per elecció ni per designació. Per altra banda, el Govern nomenarà un funcionari o funcionària perquè exerceixi les funcions de secretari o secretària del Consell Assessor.
Els vocals nomenats són les persones següents:
- Bartolomé Bibiloni Guasp, designat pel Govern.
- Antonia Paniza Fullana, designada pel Govern.
- Francesca Llodrà Grimalt, designada pel Consell Insular de Mallorca.
- Miquel Àngel Mas Colom, designat pel Consell Insular de Mallorca.
- Teresa Castillo Moreno, designada pel Consell Insular de Menorca.
- Francisco Marqués Pons, designat pel Consell Insular de Menorca.
- Juan Carlos Torres Ailhaud, designat pel Consell Insular d'Eivissa.
- Maria Torres Bonet, designada pel Consell Insular d'Eivissa.
- Ángel Custodio Navarro Sánchez, designat pel Consell Insular de Formentera.[3]
- Maria del Pilar Serra Escandell, designada pel Consell Insular de Formentera.

El president del Consell Assessor és Bartolomé Bibiloni Guasp i el secretari, Ramon Rosselló Lozano.